# Trittame xerophila
Trittame xerophila är en spindelart som beskrevs av Raven 1990. Trittame xerophila ingår i släktet Trittame och familjen Barychelidae.
Artens utbredningsområde är Queensland. Inga underarter finns listade i Catalogue of Life.